# 낙원중학교
낙원중학교(樂園中學校)는 대한민국 경기도 성남시 분당구 판교동에 있는 공립 중학교이다.

## 학교 연혁
- 2010년 1월 11일 : 낙원중학교 18학급 설립 인가
- 2010년 3월 1일 : 초대 정현상 교장 취임
- 2010년 3월 3일 : ‘낙원중학교’ 개교
- 2010년 3월 3일 : 2010학년도 제1회 입학식(6학급 96명)
- 2011년 2월 10일 : 2010학년도 제1회 졸업식(1학급 30명 졸업)
- 2020년 3월 1일 : 제5대 조상수 교장 취임
- 2024년 1월 5일 : 2023학년도 제14회 졸업식(6학급 181명)
- 2024년 3월 4일 : 2024학년도 제15회 입학식(6학급 194명)

## 참고 자료
- 낙원중학교 - 한국교육학술정보원 학교알리미